# Jorn Ebner
Jorn Ebner (* 15. Oktober 1966 in Bremerhaven) ist ein deutscher Künstler. Sein Werk umfasst Zeichnung, Kunst im öffentlichen Raum, Internet- und Klangkunst.

## Leben
Am Stadtrand von Hamburg im Kreis Stormarn aufgewachsen, studierte Jorn Ebner zunächst englische Literatur an der Universität Hamburg sowie 1990–1995 und 1995–1998 Bildende Kunst in London am Central Saint Martins College of Art and Design. Er war 2002–2005 AHRC Research Fellow an der University of Newcastle upon Tyne
Ebner lebt in Berlin.

## Werke
Nach dem Studium begann Ebner sich 2000 mit dem Internet als künstlerischem Ort zu befassen. 2001 erhielt er den Kunstpreis des Medienforums München für Lee Marvin Toolbox, 2002 ein AHRC Research Fellowship an der University of Newcastle upon Tyne, in dessen Zusammenhang weitere Internetarbeiten entstanden. Seine Internet-Arbeiten zählen zu der ‚zweiten Welle’ von Net art. In Folge trat Ebner Live-Visuals mit dem Bruckner-Orchester 2006 und 2008 auf dem Ars Electronica Festival auf.
Nach 2007 entstanden zunehmend internetbasierte Klangarbeiten. Which Side war eine Liedskulptur / Download für den öffentlichen Raum von Newcastle upon Tyne. 2008 die Klangarbeit für Browser (the tender indifference), die eine ‚Jury Recommendation’ des 12th Japan Media Arts Festivals 2009 erhielt. 2011 folgte das Klangkunst im öffentlichen Raum Projekt (The Beatles) in Hamburg.
Seit seinem Umzug von Großbritannien nach Deutschland 2008–2009 haben analoge zeichnerische Arbeiten eine stärkere Rolle eingenommen. Anerkennung der Stadt Wittenberg im Rahmen des Lucas-Cranach-Preises 2015.
Seine gezeichneten Bücher erscheinen im Berliner Verlag The Green Box.

### Internetarbeiten
- 2001 Life Measure Constructions, New Media Scotland commission 2000,[14][15] offline
- 2001 Lee Marvin Toolbox,[16] Kunstpreis des Medienforums München 2001
- 2003 Leif Codices, AHRC Research Fellowship, offline
- 2004 Leonardo Log,[17] AHRC Research Fellowship
- 2007 Which Side, Songskulptur/Download, offline
- 2008 (sans femme et sans aviateur)[18]
- 2008 (the tender indifference)[19]
- 2008 (»Feuerland«)[20]
- 2010 (L’ultimo turista)[21]
- 2011 (The Beatles) in Hamburg[22]
- 2013–2014 New Sysiphus[23]
- 2013–2014 Call for Revolution[24]

### Bücher
- 1999 Handbook for a Mobile Settlement', Grizedale, Cumbria
- 2005 Portable Garden, The Green Box, Berlin/Zürich. ISBN 978-3-908175-11-7.
- 2012 (The Beatles) in Hamburg, (mit Audio-CD), Berlin. ISBN 978-3-941644-33-5.

### Aufsätze
Zu seinen Werken hat Jorn Ebner eigene Texte veröffentlicht.
- Sculptural Form in Net Art, 2002, http://noemalab.eu/ideas/essay/sculptural-form-in-net-art/
- MOBILITY ART LOCATION. In: Acoustic Space. Issue 5, Riga, 2004, S. 161 f.
- Flussklänge. 2007; Zaungastieren. 2007; Pavillonstadt – Was ist ein Flughafen? 2008 http://www.thing-hamburg.de/index.php?id=446
- 20 Texte für Berliner Gazette. 2008-10, http://berlinergazette.de/author/jorn-ebner/
- Katalogtext Vorgeschichte. In: Bewegte Bilder. Sparkassen-Kulturstiftung Stormarn, Hamburg 2014, ISBN 978-3-9816634-6-4, S. 9–14.